# سیارک ۵۴۲۷
سیارک ۵۴۲۷ (به انگلیسی: 5427 Jensmartin، نامگذاری:1986JQ) پنج هزار و چهارصد و بیست و هفتمین سیارک کشف شده‌است که در ۱۳ مه ۱۹۸۶ کشف شد.